# Gonzalo Ravanal
Gonzalo Ravanal Contreras (Santiago de Chile, Chile, 18 de  diciembre de 1990) es un exfutbolista chileno. Jugaba como portero y su último club fue Deportes Pintana, del cual actualmente es Gerente de Operaciones.

## Trayectoria futbolística
Sus inicios en el fútbol fueron a la edad de cinco años, donde dio sus primeros pasos en el club deportivo amateur Estrella de Nazareth de la comuna de Peñaflor. A la edad de 11 años llega a cobreloa para integrarse a la sub-12 del mismo club. En el año 2005 es convocado por José sulantay a la selección nacional sub-15, donde juega diversos partidos por esta. Transcurre el año 2006 y es convocado nuevamente por José Sulantay a la selección nacional sub-17, este mismo año Ravanal tendría su primer paso por Calama al ser invitado por Jorge Aravena y Eduardo Fournier a ser parte del plantel profesional de Cobreloa por dos semanas.El año 2007 pudo significar un gran logro para la carrera de Ravanal, ya que en enero de este mismo año, se hace presente el interés de uno de los clubes grandes del fútbol alemán, lamentablemente por problemas externos se cae el traspaso, manteniéndose Ravanal en la tienda naranja. En el 2008 el jugador emigra definitivamente a la ciudad de Calama para integrar la categoría sub-20 de Cobreloa y es en el año 2009 donde firma contrato profesional con el club en el cual se inició. En enero del año 2011, existe la posibilidad de emigrar a México, sin embargo, nuevamente problemas externos, no hacen posible el traspaso y finalmente Ravanal parte a préstamo a Deportes Puerto Montt por un año, en noviembre del mismo año, vuelve a la tienda naranja y se desvincula del club en el mes de diciembre. El año 2012 recae en el club San Antonio Unido donde consigue un histórico ascenso con el club, después de 29 años San Antonio Unido vuelve al profesionalismo y en la retina queda el penal atajado a Quilicura.
Gonzalo Ravanal se retira el año 2016 donde su último Club es Deportes Pintana. Finalmente se inclina por sus estudios de ingeniería, asumiendo el puesto de Gerente de Operaciones de este mismo Club.

## Información académica
Gonzalo Ravanal cursa sus estudios de educación básica en el colegio Augusto D´Halmar de la comuna de peñaflor, donde siempre se desempeñó como buen alumno. Al terminar su educación básica, Ravanal recae en unos de los establecimientos educacionales más emblemáticos del país, el Internado Nacional Barros Arana y es aquí donde demuestra diversas habilidades intelectuales, consagrando buenas calificaciones hasta el año 2007, puesto que este sería el último periodo en el cual Gonzalo Ravanal estaría en el INBA, ya que a principios del año 2008 partiría a Calama para ejercer como futbolista profesional. Finalmente Ravanal termina sus estudios en la ciudad de Calama.

## Clubes
| Club                  | País  | Año       |
| --------------------- | ----- | --------- |
| Cobreloa              | Chile | 2009-2010 |
| Deportes Puerto Montt | Chile | 2011      |
| San Antonio Unido     | Chile | 2012      |
| Deportes Pintana      | Chile | 2013-2016 |

## Selecciones
| Selección           | País  | Año  |
| ------------------- | ----- | ---- |
| Sudamericano Sub-17 | Chile | 2009 |